# Млинек (Куявсько-Поморське воєводство)
Млинек (пол. Młynek) — село в Польщі, у гміні Конецьк Александровського повіту Куявсько-Поморського воєводства.
Населення — 95 осіб (2011).
У 1975-1998 роках село належало до Влоцлавського воєводства.

## Демографія
Демографічна структура станом на 31 березня 2011 року:
|          | Загалом | Допрацездатний вік | Працездатний вік | Постпрацездатний вік |
| -------- | ------- | ------------------ | ---------------- | -------------------- |
| Чоловіки | 47      | 8                  | 34               | 5                    |
| Жінки    | 48      | 11                 | 21               | 16                   |
| Разом    | 95      | 19                 | 55               | 21                   |